# Hệ chữ viết

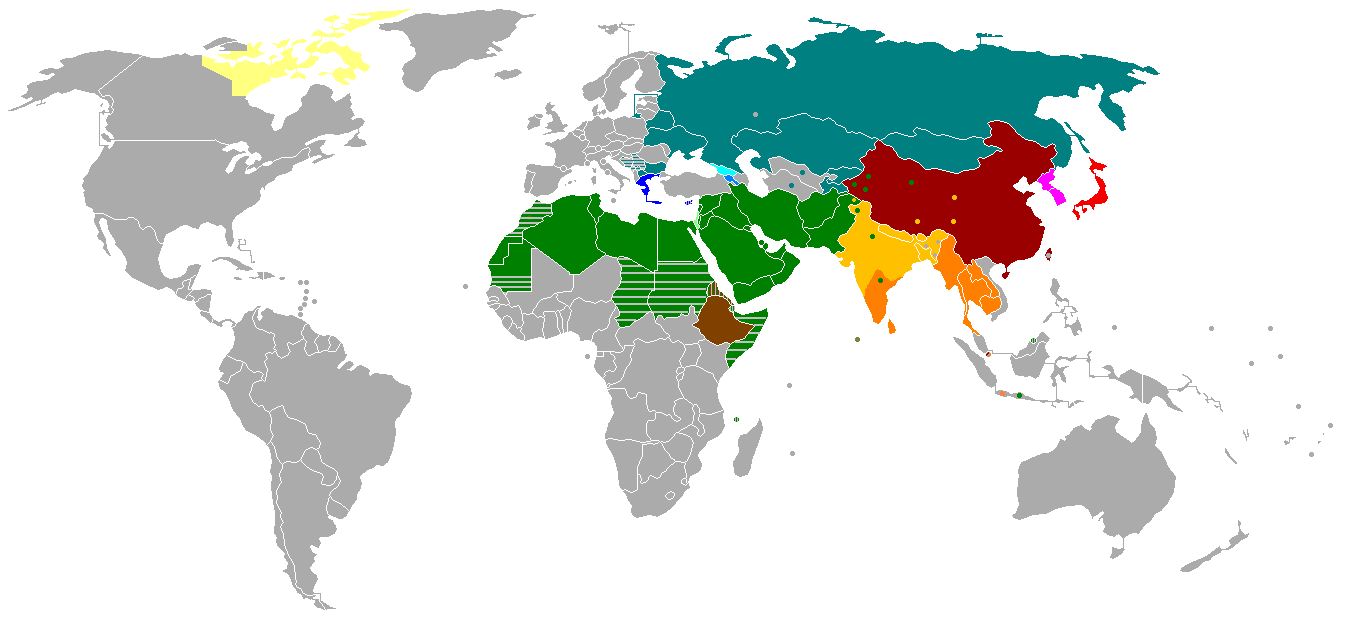

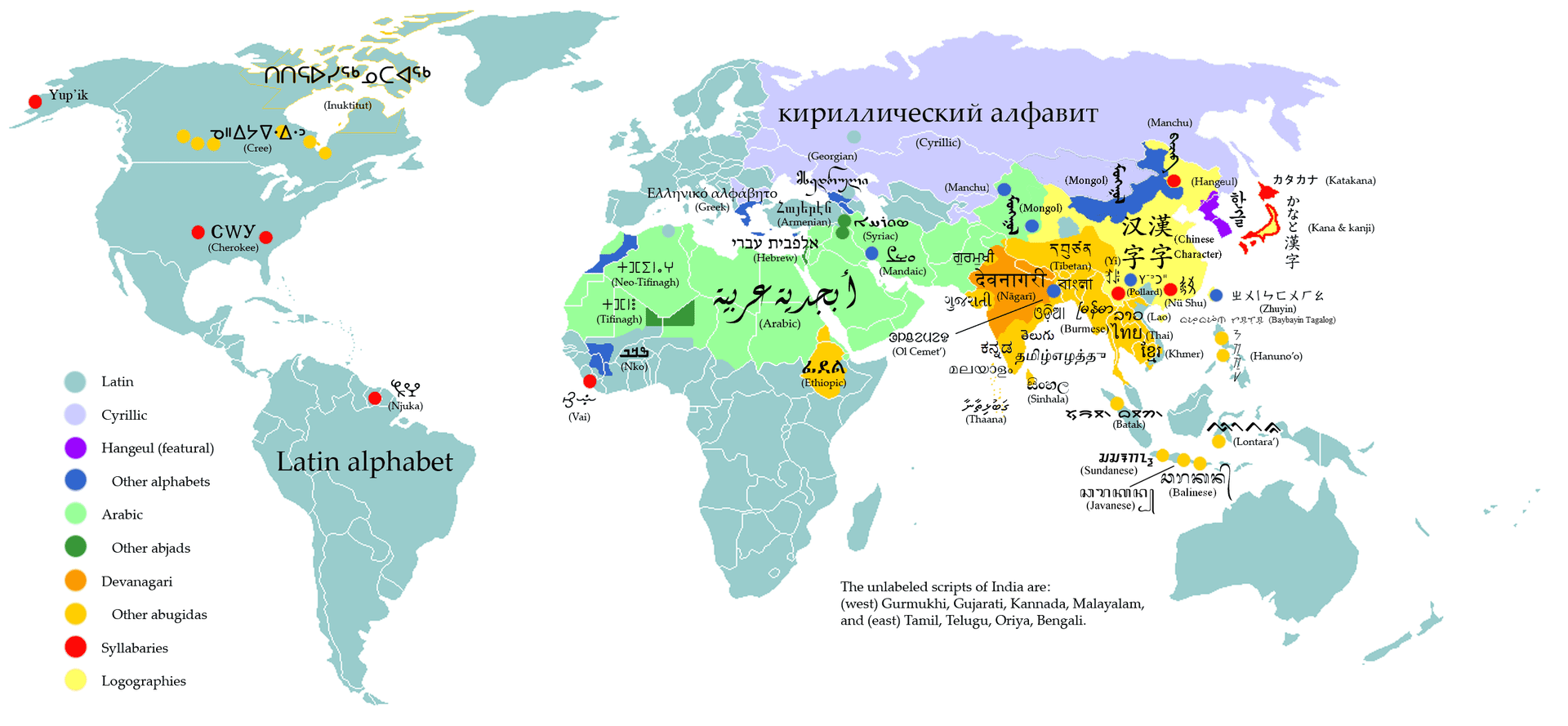

Hệ chữ viết là một phương pháp lưu trữ thông tin và chuyển giao tin nhắn (thể hiện suy nghĩ hoặc ý tưởng) được tổ chức (thông thường được chuẩn hóa) trong một ngôn ngữ bằng cách mã hóa và giải mã theo cách trực quan (hoặc có thể gián tiếp).
Quá trình mã hóa và giải mã này được gọi là viết và đọc, bao gồm một tập hợp các dấu hiệu hoặc chữ tượng hình, cả hai được biết đến như là các ký tự. Các ký tự này bao gồm cả chữ và số, thường được ghi vào một vật lưu trữ như giấy hoặc thiết bị lưu trữ điện tử. Các phương pháp không bền cũng có thể được sử dụng, chẳng hạn như viết trên cát hoặc vẽ lên trời bằng khói máy bay.
Các thuộc tính chung của hệ thống chữ viết có thể được phân loại thành 3 thể loại: dựa trên bảng chữ cái, bảng âm tiết hoặc bảng chữ tượng hình. Bất kỳ một hệ thống kí tự cụ thể nào, cũng có thể có các thuộc tính của một hay nhiều thể loại trên. Trong các loại hệ thống dựa trên chữ cái, có một bộ tiêu chuẩn của các chữ cái (ký hiệu văn bản hoặc đồ hình cơ bản) của các phụ âm và nguyên âm mã hoá dựa trên các nguyên tắc chung là các chữ cái (hoặc cặp/nhóm chữ cái) đại diện cho âm vị (âm thanh đáng kể cơ bản) của văn nói. Trong các loại hệ thống dựa trên âm tiết, thường liên kết một chữ tượng hình cho một âm tiết (có thể là một cặp đôi hoặc nhóm âm vị, và được coi là các cấu thành để xây dựng một từ). Trong một hệ thống dựa trên chữ tượng hình, mỗi chữ tượng hình đại diện cho một từ, hoặc một đơn vị ngữ nghĩa (mà bản thân nó bao gồm một hoặc nhiều âm tiết). Các hệ chữ viết khác bao gồm abjad (là một bảng chữ cái mà không có nguyên âm) và abugida, còn được gọi là alphasyllabaries, ở đó nguyên âm được thể hiện bởi dấu hoặc các sửa đổi khác của phụ âm).
Các hệ thống chữ viết được đi trước bằng cách viết trước, trong đó sử dụng chữ tượng hình, chữ tượng hình và các ký hiệu ghi nhớ khác. Viết trước khi viết thiếu khả năng nắm bắt và thể hiện đầy đủ các suy nghĩ và ý tưởng. Việc phát minh ra các hệ thống chữ viết, xuất hiện từ đầu thời đại đồ đồng vào cuối thời đại đồ đá mới vào cuối thiên niên kỷ thứ 4 trước Công nguyên, đã cho phép ghi lại lịch sử lâu dài chính xác của con người theo cách không dễ mắc các loại lỗi tương tự mà lịch sử truyền miệng đã từng mắc. Ngay sau đó, văn bản cung cấp một hình thức đáng tin cậy của giao tiếp đường dài. Với sự ra đời của xuất bản, nó đã cung cấp phương tiện cho một hình thức truyền thông đại chúng sớm.

## Thuộc tính chung

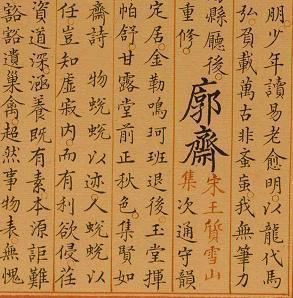
Các ký tự Trung Quốc (漢字) là âm tiết. Mỗi một ký tự đại diện cho một âm tiết với một ý nghĩa riêng biệt, nhưng một số ký tự có thể có nhiều nghĩa hoặc phát âm

Hệ thống chữ viết được phân biệt với các hệ thống giao tiếp tượng trưng khác có thể có trong đó một hệ thống chữ viết luôn được liên kết với ít nhất một ngôn ngữ nói. Ngược lại, các biểu diễn trực quan như hình vẽ, tranh vẽ và các mục phi ngôn ngữ trên bản đồ, chẳng hạn như đường đồng mức, không liên quan đến ngôn ngữ. Một số biểu tượng trên các dấu hiệu thông tin, chẳng hạn như biểu tượng cho nam và nữ, cũng không liên quan đến ngôn ngữ, nhưng có thể phát triển thành một phần của ngôn ngữ nếu chúng thường được sử dụng kết hợp với các yếu tố ngôn ngữ khác. Một số ký hiệu khác, chẳng hạn như chữ số và ký hiệu, không được liên kết trực tiếp với bất kỳ ngôn ngữ cụ thể nào, nhưng thường được sử dụng trong văn bản và do đó phải được coi là một phần của hệ thống chữ viết.
Mọi cộng đồng nhân loại đều sở hữu ngôn ngữ, mà nhiều người coi là một điều kiện bẩm sinh và xác định của nhân loại. Tuy nhiên, sự phát triển của các hệ thống chữ viết, và quá trình chúng thay thế các hệ thống giao tiếp truyền thống bằng miệng, đã rời rạc, không đồng đều và chậm chạp. Sau khi được thiết lập, các hệ thống chữ viết thường thay đổi chậm hơn so với các đối tác nói của chúng. Vì vậy, chúng thường bảo tồn các tính năng và biểu thức không còn hiện hành trong ngôn ngữ nói. Một trong những lợi ích tuyệt vời của hệ thống chữ viết là chúng có thể lưu giữ một bản ghi chép thông tin vĩnh viễn được thể hiện bằng ngôn ngữ.
Tất cả các hệ thống chữ viết yêu cầu:
- ít nhất một tập hợp các yếu tố cơ sở xác định hoặc những biểu tượng, riêng gọi là dấu hiệu và gọi chung là chữ cái; [1]
- ít nhất một bộ quy tắc và quy ước (chính tả) được hiểu và chia sẻ bởi một cộng đồng, trong đó gán ý nghĩa cho các yếu tố cơ bản, thứ tự và quan hệ của chúng với nhau;
- ít nhất một ngôn ngữ (thường được nói) mà công trình xây dựng được đại diện và có thể được nhắc lại bằng việc giải thích các yếu tố này và các quy tắc;
- một số phương tiện vật lý của đại diện rõ ràng những biểu tượng bằng cách ứng dụng đến một phương tiện bền vĩnh viễn hoặc bán kiên cố, vì vậy chúng có thể được giải thích (thường là qua hệ thống thị giác, nhưng hệ thống xúc giác cũng đã được nghĩ ra).

## Thuật ngữ cơ bản

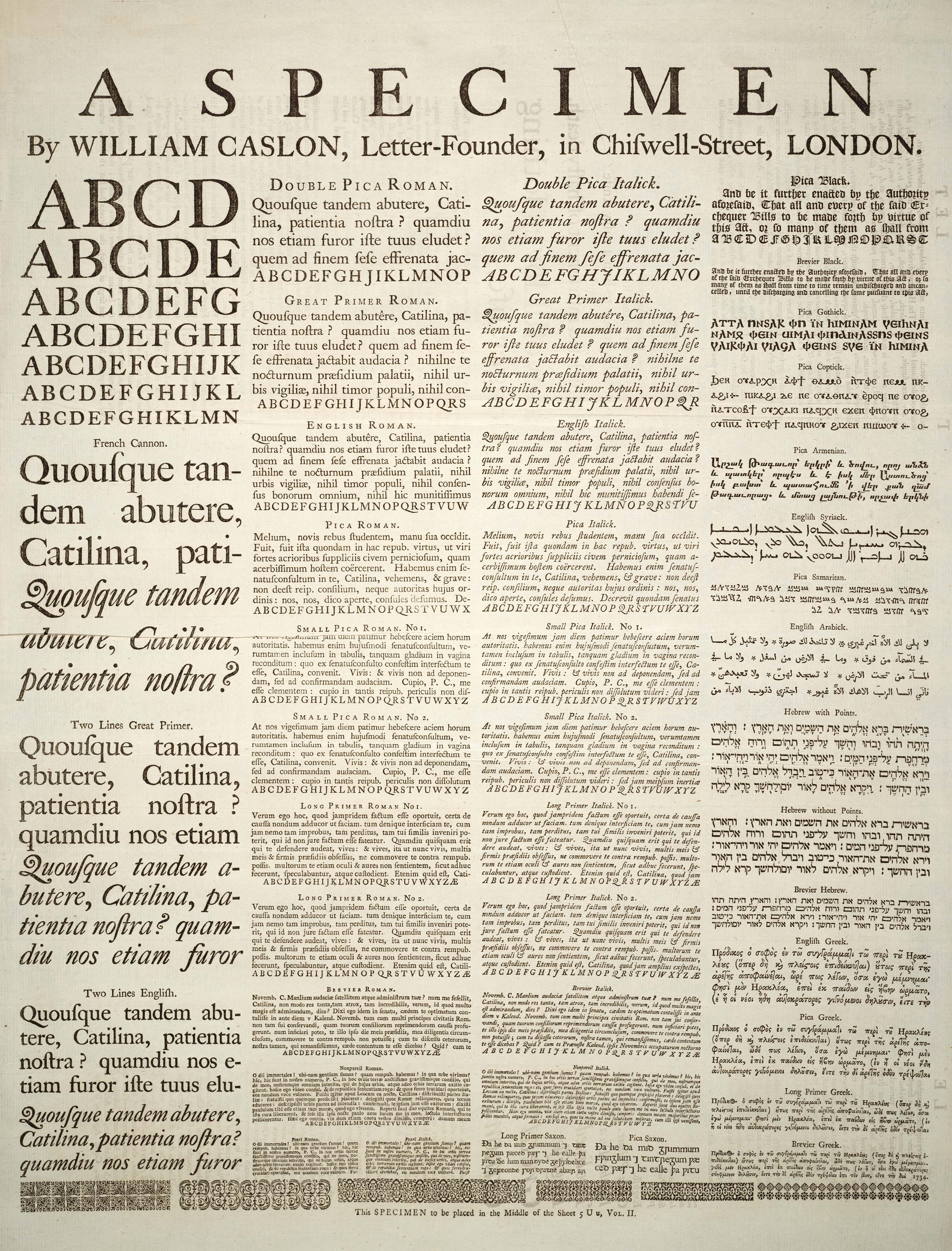
Tiếng Việt Nam

Trong việc kiểm tra các hệ chữ cái riêng lẻ, nghiên cứu về các hệ thống chữ viết đã phát triển theo các dòng độc lập một phần. Vì vậy, thuật ngữ sử dụng khác nhau một chút từ lĩnh vực này sang lĩnh vực khác.

### Văn bản, chữ viết, đọc và cách đọc chữ viết
Thuật ngữ chung "văn bản" đề cập đến một ví dụ của tài liệu viết hoặc nói với cái sau được sao chép theo một cách nào đó. Hành động soạn thảo và ghi lại một văn bản có thể được gọi là viết, và hành động xem và giải thích văn bản được gọi là đọc. Chính tả đề cập đến phương pháp và quy tắc cấu trúc chữ viết quan sát (nghĩa đen, "viết đúng"), và đặc biệt đối với các hệ thống chữ cái, bao gồm khái niệm chính tả.

### Tự vị và âm vị
Một tự vị (grapheme) là một đơn vị cơ sở cụ thể của một hệ thống chữ viết. Tự vị là các yếu tố có ý nghĩa tối thiểu kết hợp lại bao gồm tập hợp các "khối xây dựng" trong đó các văn bản được tạo thành từ một hoặc nhiều hệ thống chữ viết có thể được xây dựng, cùng với các quy tắc tương ứng và sử dụng. Khái niệm này tương tự như âm vị được sử dụng trong nghiên cứu ngôn ngữ nói. Ví dụ, trong tiếng Latin hệ thống chữ viết dựa trên tiếng Anh hiện đại tiêu chuẩn, ví dụ về grapheme bao gồm hình thức chữ hoa và chữ thường của hai mươi sáu chữ của bảng chữ cái (tương ứng với âm vị khác nhau), nhãn hiệu của dấu chấm câu (chủ yếu là phi âm vị), và một vài ký hiệu khác như ký hiệu cho chữ số (biểu thị cho các số).
Một tự vị riêng lẻ có thể được biểu diễn theo nhiều cách khác nhau, trong đó mỗi biến thể là khác biệt về mặt trực quan, nhưng tất cả đều được hiểu là đại diện cho biểu đồ "giống nhau". Những biến thể cá nhân được gọi là allographs của một tự vị (so sánh với thời hạn allophone được sử dụng trong nghiên cứu ngôn ngữ học). Ví dụ, chữ cái a thường (chữ thường của ký tự a) có các ký hiệu khác nhau khi được viết dưới phong cách chữ thảo, chữ in hoa hoặc đánh máy. Sự lựa chọn của một tự vị cụ thể có thể bị ảnh hưởng bởi phương tiện được sử dụng, công cụ viết, sự lựa chọn phong cách của nhà văn, các biểu đồ trước và sau trong văn bản, thời gian có sẵn để viết, đối tượng dự định và các đặc điểm chủ yếu là vô thức của chữ viết tay của một cá nhân.

## Sách tham khảo
- Cisse, Mamadou. 2006. "Ecrits et écritures en Afrique de l'Ouest". Sudlangues n°6, http://www.sudlangues.sn/spip.php?article101 Lưu trữ ngày 20 tháng 7 năm 2011 tại Wayback Machine
- Coulmas, Florian. 1996. The Blackwell encyclopedia of writing systems. Oxford: Blackwell.
- Daniels, Peter T., and William Bright, eds. 1996. The World's Writing Systems. Oxford University Press. ISBN 0-19-507993-0.
- DeFrancis, John. 1990. The Chinese Language: Fact and Fantasy. Honolulu: University of Hawaii Press. ISBN 0-8248-1068-6
- Haarmann, Harald (2004), Geschichte der Schrift (ấn bản thứ 2), München: C. H. Beck, ISBN 3-406-47998-7
- Hannas, William. C. 1997. Asia's Orthographic Dilemma. University of Hawaii Press. ISBN 0-8248-1892-X (paperback); ISBN 0-8248-1842-3 (hardcover)
- Millard, A. R. (1986), "The Infancy of the Alphabet", World Archaeology, 17 (3): 390–398, doi:10.1080/00438243.1986.9979978
- Rogers, Henry. 2005. Writing Systems: A Linguistic Approach. Oxford: Blackwell. ISBN 0-631-23463-2 (hardcover); ISBN 0-631-23464-0 (paperback)
- Sampson, Geoffrey. 1985. Writing Systems. Stanford, California: Stanford University Press. ISBN 0-8047-1756-7 (paper), ISBN 0-8047-1254-9 (cloth).
- Smalley, W. A. (ed.) 1964. Orthography studies: articles on new writing systems. London: United Bible Society.